# Apatosaurus
Az Apatosaurus (régebbi nevén Brontosaurus vagy Elosaurus) a hüllők (Reptilia) osztályának dinoszauruszok csoportjába, ezen belül a hüllőmedencéjűek (Saurischia) rendjébe, a Sauropodomorpha alrendjébe, a Sauropoda alrendágába és a Diplodocidae családjába tartozó nem.
Bár korábban a Brontosaurust külön nemnek tekintették, később a két nemet végül egyetlen nemként írták le. Újabb vélekedések szerint a Brontosaurus nemet mégis lehet önállónak tekinteni, bár nem minden paleontológus ért ezzel egyet.

## Rendszerezés
- Apatosaurus ajax (Marsh, 1877)
- Apatosaurus louisae (Holland, 1916)

## Előfordulásuk
Valamennyi Apatosaurus-kövületet az Amerikai Egyesült Államok nyugati részén, jura- és krétakori üledékekben találták meg. (A jura kor mintegy 199,6 millió évvel ezelőtt kezdődött és a kréta kor váltotta fel, amely mintegy 145,5 millió évvel ezelőtt kezdődött, és 65,5 millió évvel ezelőttig tartott.) Az Apatosaurus-fajok valószínűleg a késő jura korban fejlődtek ki, körülbelül 150 millió évvel ezelőtt, és a kréta kor vége táján haltak ki.

## Megjelenésük

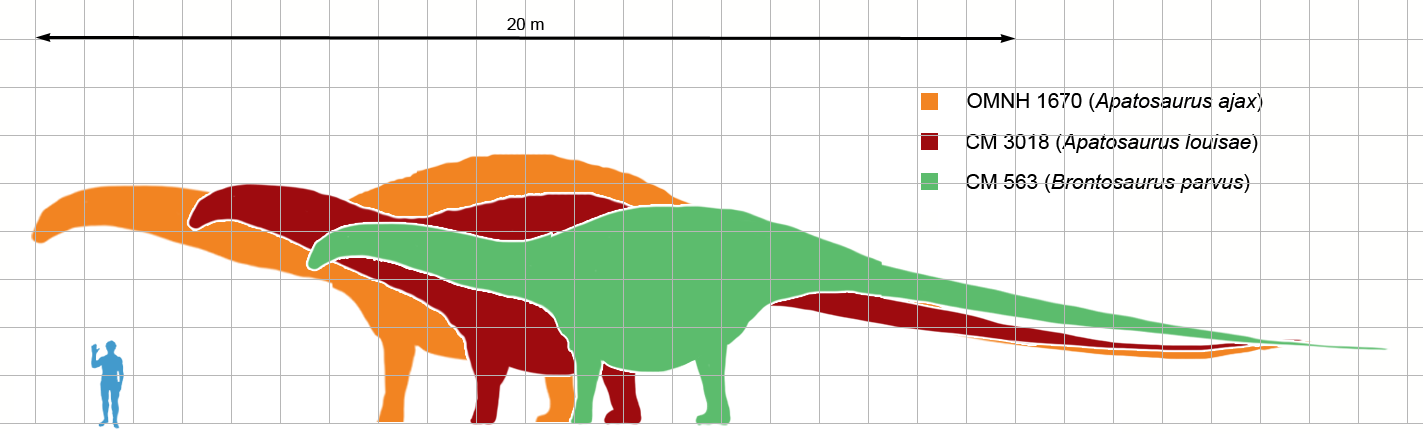
Az Apatosaurus, a Brontosaurus és az ember méretének összehasonlítása

Az Apatosaurus hossza a farka végéig 21–22,8 méter, marmagassága 4,5 méter és testtömege egyes becslések szerint 26–35 tonna, mások szerint 16,4–22,4 tonna lehetett. A legnagyobb példány 11–30%-kal hosszabb és 32,7–72,6 tonna tömegű lehetett. A nyakcsigolya vastagabb, mint más hüllőknél. A nagy üreges terek a csigolyatestben csökkentették annak súlyát. A hátcsigolyáknak magas tüskenyúlványaik voltak, amelyekre erős izmok ültek rá. A több mint 80 farokcsigolya alsó részén csontos támaszték volt a lágy szövetek védelmére. Koponyájuk nagy méretük ellenére csak 55 centiméter volt.
Az Apatosaurus ábrázolása rengeteg változáson ment keresztül. Mikor még a Brontosaurus név volt elfogadott, az állatot gyakorta egy másik Sauropoda, a Camarasaurus koponyájával ábrázolták. Hatalmas, vaskos testet, púpos hátat és a földön húzott, viszonylag rövid farkat kapott. Csak a későbbiekben, több Apatosaurus kövület előkerülésével ismertük meg jobban az élőlény pontosabb kinézetét.
Mivel az orrnyílásokat hagyományosan a fej tetejére képzelték, régebben azt hitték, hogy e nehéz testű állatok vízben éltek, de ez az elképzelés mára már nem érvényes. Továbbá rokon dinoszauruszokon végzett vizsgálatok kimutatták, hogy az orrnyílások az állat arcorrának elején helyezkedtek el, noha a koponyán feljebb találhatók.
Védekezésre hosszú, erős farkát és a mellső lábain elhelyezkedő karmokat használta. Talán képes volt rövid időkre két hátsó lábára emelkedni.
Testéhez képest aránytalanul kicsi koponyája hosszú nyakán ült.

## Életmódjuk
Az állatok minden növényfajtát megettek, a különösen kemények kivételével. Nem ismert, hogy magányosan vagy csoportokban éltek-e, feltételezik azonban, hogy igen elterjedt fajok voltak.

## Szaporodásuk
Szaporodása nem ismert; feltehetően évente több fészekaljat rakott. A fészek a talajba vájt mélyedés, amelyet tojásrakás után befedett földdel. Egy fészekaljban 5 tojás volt. A tojásból való kifejlődés időtartama ismeretlen.

## Popkulturális hatás
Brontosaurus néven az Apatosaurus számos médiában feltűnt, az egyik legismertebb dinoszaurusz, és a köztudatban a „klasszikus” dinoszauruszok egyike (a Tyrannosaurus, Stegosaurus és Triceratops mellett). Hagyományosan ő az „alap” Sauropoda.
Gyakran szerepelt könyvekben, filmekben. Ilyen például az 1925-ös némafilm, Az elveszett világ (The Lost World), amelyben egy példány Londonba kerül, és elszabadul, megteremtve ezzel a nagyvárosban tomboló óriásszörnyek kliséjét.
Egyéb említésre méltó szerepei: az eredeti King Kong és annak 2005-ös remake-e, vagy a One Million Years B.C.. Eleinte stop-motion technikával, majd CG-vel keltették életre. A Dinoszauruszok, a Föld urai (Walking with Dinosaurs) és Dinoszauruszok, az ősvilág urai (When Dinosaurs Roamed America) című dokumentumfilmekben is szerepelt. Az 1988-tól indult Őslények országa sorozat főszereplője, Tappancs és családja is Apatosaurus.
Képregényekben, rajzfilmekben is feltűnt, a Marvel Transformers képregényekben és tv-sorozatban például egy Iszap (Sludge) nevű Dinobot képében.
Rengeteg Brontosaurus szerepelt a Frédi és Béni (The Flintstones) című népszerű rajzfilmsorozatban, ahol az állat az egyik címszereplő munkagépe szerepében tetszelgett.
Megjelent ezek mellett játékfiguraként, képei postabélyegekre kerültek és könyvek lapjait színesítették. A legtöbb ember elméjében az Apatosaurus azonban még ma is Brontosaurusként él.